# Jocurile Olimpice de iarnă din 1968
A X-a ediție a Jocurilor Olimpice de iarnă s-a desfășurat la Grenoble, Franța.

## Organizare
- Orașe candidate: Calgary (Canada), Lahti (Finlanda), Sapporo (Japonia), Oslo (Norvegia) și Lake Placid (SUA).

## Discipline olimpice
| - Biatlon - Bob - Combinata nordică - Hochei pe gheață - Patinaj artistic | - Patinaj viteză - Sanie - Sărituri cu schiurile - Schi alpin - Schi fond |

## Clasament pe medalii
Legendă
      Țara gazdă
      România
| Loc   | CON                              | Aur | Argint | Bronz | Total |
| ----- | -------------------------------- | --- | ------ | ----- | ----- |
| 1     | Norvegia (NOR)                   | 6   | 6      | 2     | 14    |
| 2     | Uniunea Sovietică (URS)          | 5   | 5      | 3     | 13    |
| 3     | Franța (FRA)                     | 4   | 3      | 2     | 9     |
| 4     | Italia (ITA)                     | 4   | 0      | 0     | 4     |
| 5     | Austria (AUT)                    | 3   | 4      | 4     | 11    |
| 6     | Olanda (NED)                     | 3   | 3      | 3     | 9     |
| 7     | Suedia (SWE)                     | 3   | 2      | 3     | 8     |
| 8     | Germania de Vest (FRG)           | 2   | 2      | 3     | 7     |
| 9     | Statele Unite ale Americii (USA) | 1   | 5      | 1     | 7     |
| 10    | Germania de Est (GDR)            | 1   | 2      | 2     | 5     |
| 10    | Finlanda (FIN)                   | 1   | 2      | 2     | 5     |
| 12    | Cehoslovacia (TCH)               | 1   | 2      | 1     | 4     |
| 13    | Canada (CAN)                     | 1   | 1      | 1     | 3     |
| 14    | Elveția (SUI)                    | 0   | 2      | 4     | 6     |
| 15    | România (ROU)                    | 0   | 0      | 1     | 1     |
| Total | Total                            | 35  | 39     | 32    | 106   |

## România la JO 1968
|         | Gold | Silver | Bronze | Total |
| ------- | ---- | ------ | ------ | ----- |
| România | 0    | 0      | 1      | 1     |

România a ocupat poziția a 15-a în clasamentul pe medalii
România a obținut o medalie de bronz, singura medalie olimpică la Jocurile de iarnă. Lotul olimpic a obținut 7 puncte, România situându-se pe locul 15 în clasamentul pe medalii și pe locul 16 în clasamentul pe puncte.

#### Bronz
- Ion Panțuru și Nicolae Neagoe — bob-2

Alte rezultate bune:
- locul 4: Ion Panțuru, Petre Hristovici, Gheorghe Maftei, Nicolae Neagoe — bob-4.
- locul 7: Gheorghe Cimpoia, Constantin Carabela, Nicolae Bărbășescu, Gheorghe Vilmoș — biatlon, ștafeta 4x7,5 km.